# Peter Königfeld
Peter Königfeld (* 1942 in Berlin) ist ein deutscher Kunsthistoriker und Denkmalpfleger.

## Leben
Nach einer Ausbildung zum Restaurator studierte Peter Königfeld Kunstgeschichte und wurde 1972 an der Universität Tübingen promoviert. Er war seit 1973 in der Niedersächsischen Landesamt für Denkmalpflege tätig und leitete dort als Hauptkonservator zu seinem Eintritt in den Ruhestand im Jahr 2003 den restauratorisch-naturwissenschaftlichen Arbeitsbereiches.
Er ist stellvertretender Vorsitzender der Wenger-Stiftung für Denkmalpflege mit Sitz in der Georgstraße in Hannover.
Peter Königfeld ist auch künstlerisch tätig, mit einer Konzentration auf Malerei und Graphik.

## Schriften (Auswahl)
- mit Reinhard Roseneck: Burg Dankwarderode – ein Denkmal Heinrichs des Löwen. Hauschild, Bremen 1995, ISBN 3-929902-63-X
- Der Maler Johann Heiss. Memmingen und Augsburg 1640–1704. Anton H. Konrad, Weißenhorn 2001, ISBN 3-87437-455-6 und ISBN 3-87437-451-3 (= Dissertation, Inhaltsverzeichnis)
- mit Stefan Brüggerhoff (Bearb.): Farbige Eisengitter der Barockzeit. Beiträge zu Geschichte und Funktion, Korrosion und Konservierung. Modellhafte Anwendung und Weiterentwicklung von Schutzüberzügen und Korrosionsinhibitoren zur Konservierung des umweltgeschädigten barocken Chorgitters im Osnabrücker Dom. Ein Förderprojekt der Deutschen Bundesstiftung Umwelt / Niedersachsen … (= Arbeitshefte zur Denkmalpflege in Niedersachsen, Heft 27) (= Veröffentlichungen aus dem Deutschen Bergbau-Museum Bochum, Nr. 108), Hrsg.: Niedersächsisches Landesamt für Denkmalpflege und Deutsches Bergbau-Museum Bochum, Hameln: Niemeyer; Bochum: Deutsches Bergbau-Museum, 2002, ISBN 3-8271-8027-9 (Niemeyer) und ISBN 3-921533-92-9 (Deutsches Bergbau-Museum)
- als Bearbeiter des Gesamtbandes und Autor von drei Beiträgen: Das holzsichtige Kunstwerk. Zur Restaurierung des Münstermann-Altarretabels in Rodenkirchen/Wesermarsch / Niedersachsen. Evangelische Kirchengemeinde Rodenkirchen (= Arbeitshefte zur Denkmalpflege in Niedersachsen, Heft 26), Hrsg.: Niedersächsisches Landesamt für Denkmalpflege. Niemeyer, Hameln 2002, ISBN 3-8271-8026-0. (Digitalisat auf digi.ub.uni-heidelberg.de, abgerufen am 17. November 2023)
- mit Sigrid Kupetz u. a.: 900 Jahre Wandmalereien, Gewölbemalereien und Brüstungsmalereien in deutschen Kirchen und Klöstern, hrsg. vom Verein Fundus Bildarchiv Bad Karlshafen e.V., Verlag des Antiquariats Schäfer, Bad Karlshafen 2008, ISBN 978-3-934800-12-0; Inhaltsverzeichnis und Angaben aus der Verlagsmeldung
- Hans-Wolfgang Bayer (Red.), Gode Krämer, Peter Königfeld: Der Vier-Elemente-Zyklus von Johann Heiss, hrsg. anlässlich des Ankaufs der Gemäldezyklus „Die Vier Elemente“ von Johan Heiss, in der Reihe Patrimonia, Bd. 378, hrsg. von der Kulturstiftung der Länder in Verbindung mit der Sparkassenstiftung Memmingen-Mindelheim, Kulturstiftung der Länder [u. a.], Berlin 2015.